# Prijutowo
Prijutowo (russisch Прию́тово) ist eine Siedlung städtischen Typs in der Republik Baschkortostan (Russland) mit 20.891 Einwohnern (Stand 14. Oktober 2010).

## Geographie
Die Siedlung ist etwa 160 Kilometer (Luftlinie) in südwestlicher Richtung von der Republikhauptstadt Ufa entfernt. Sie liegt in den Bugulma-Belebeier Höhen auf der Wasserscheide zwischen mehreren kleinen Zuflüssen des Oberlaufes des Ik, eines bedeutenden linken Nebenflusses der Kama.
Prijutowo gehört zum Rajon Belebei und liegt 26 Kilometer südwestlich von dessen Verwaltungszentrum Belebei.
Im äußersten Westen Baschkortostans unweit der Grenze zur Oblast Orenburg und der Republik Tatarstan gelegen, ist Prijutowo einer der Orte der Republik mit dem niedrigsten baschkirischen Bevölkerungsanteil, der nur 5 % beträgt (bei 51 % Russen und 25 % Tataren; Volkszählung 2002).

## Geschichte
Ein kleines Dorf Prijutowo (von russisch prijut u. a. für Heimstatt) an der Handelsstraße von Belebei nach Orenburg wurde erstmals 1870 erwähnt.
1885 wurde mit dem Baubeginn der damaligen Samara-Slatouster Eisenbahn durch den Ort begonnen, die Samara an der Wolga über Ufa und Slatoust mit Tscheljabinsk im Südural verband und auf ihrer gesamten Länge 1892 eröffnet wurde. Wenige Jahre später wurde die Strecke Teil der Transsibirischen Eisenbahn (ursprüngliche Haupt-, heutige Südroute). Beim gleichnamigen Bahnhof entstand eine Stationssiedlung, sowie 1901 südöstlich in der Nähe ein weiteres Dorf, Bulanowka.
In Folge entwickelten sich die allmählich zusammenwachsenden Ortsteile zu einem lokalen Landwirtschaftszentrum mit MTS und wurden 1930 Verwaltungszentrum eines neuen, gleichnamigen Rajons. 1935 wurde dessen Territorium allerdings dem Rajon Jermekejewo, Prijutowo und sein nahes Umland später dem Rajon Belebei angeschlossen. Ab 1941 entstand beim Ort ein großes Treibstofflager.
1953 wurde südöstlich des Ortes die Erdöllagerstätte Schkapowskoje entdeckt, mit deren Ausbeutung die neugegründete Aksakowneft 1955 begann. Die Einwohnerzahl des Ortes wuchs sprunghaft, sodass am 20. April 1956 der Status einer Siedlung städtischen Typs verliehen wurde.

### Bevölkerungsentwicklung
| Jahr | Einwohner |
| ---- | --------- |
| 1870 | 82        |
| 1941 | 1.082     |
| 1959 | 20.278    |
| 1970 | 21.051    |
| 1979 | 18.164    |
| 1989 | 19.349    |
| 2002 | 20.807    |
| 2010 | 20.891    |

Anmerkung: ab 1959 Volkszählungsdaten

## Wirtschaft und Infrastruktur
Prijutowo ist logistisches Zentrum der Erdölförderung durch die Baschneft-Filiale Aksakowneft und Erdgasverarbeitung, die hauptsächlich in den Nachbarrajons Jermekejewo und Bischbuljak betrieben werden. Die Siedlung ist zudem von einem Landwirtschaftsgebiet umgeben; im Ort gibt es eine Molkerei, einen Schlachthof und eine Futtermittelfabrik.
Prijutowo liegt am Südzweig der Transsibirischen Eisenbahn, der zweigleisigen und auf diesem Abschnitt seit 1957 elektrifizierten Strecke Samara–Ufa–Tscheljabinsk–Omsk (Streckenkilometer 1409 ab Moskau). Straßenverbindung besteht über Belebei zur Fernstraße M5 Moskau–Samara–Ufa–Tscheljabinsk, sowie entlang der Bahnstrecke nach Abdulino und Buguruslan im Nordteil der benachbarten Oblast Orenburg.